# Lexikalische Funktion
Der Begriff der Lexikalischen Funktion (LF) spielt eine zentrale Rolle im Bedeutung-Text-Modell (BTM). Eine LF beschreibt den Zusammenhang zwischen zwei Wörtern, also einem Wort X und einem Wort Y, das mit X bezüglich seiner Bedeutung verbunden ist. Bei X bzw. Y kann es sich auch um Wortverbindungen handeln. Notiert wird der Zusammenhang zwischen X und Y wie bei mathematischen Funktionen: f(X) = Y; der mathematischen Funktion ‘f’ entspricht im BTM die LF; bei ‘X’ spricht man vom Argument der LF und ‘Y’ ist der Wert der LF; z. B. Syn(UdSSR) = Sowjetunion.
Entwickelt wurde das Konzept der LF von I.A. Meľčuk und A.K. Žolkovskij bereits in den Jahren 1963 und 1964. Die ersten Veröffentlichungen dazu erschienen unmittelbar darauf in den folgenden Jahren. Seitdem wurden von der Moskauer Semantischen Schule mehr als 70 verschiedene LF postuliert, die sich grob in zwei Typengruppen einteilen lassen: (i) ‘lexikalisches Substitut’ bzw. ‘paradigmatische LF’ zur Beschreibung der Ersetzbarkeit von Wörtern und (ii) ‘lexikalischer Parameter’ bzw. ‘syntagmatische LF’ zur Beschreibung der Kombinierbarkeit von Wörtern (Kollokationen, speziell entsprechend dem signifikanz-orientierten Kollokationsbegriff). Vertreter der ersten Gruppe wären beispielsweise Synonyme (‘Syn’) und Konversive (‘Conv’, z. B. geben – bekommen). Die Bezeichnungen für die Lexikalischen Funktionen sind von lateinischen Begriffen abgeleitet. Als einer der wichtigsten lexikalischen Parameter sei hier nur kurz die LF ‘Magn’ genannt: Diese ist durch die Umschreibung ‘sehr, in hohem Grad’ definiert; z. B. Magn(verletzen) = schwer, wie in dem Satz Hans hat Peter schwer verletzt. Weitere Beispiele: Magn(Regen) = starker; Magn(schreien) = laut, lauthals, aus vollem Halse, wie am Spieß.
Die Lexikalischen Funktionen spielen eine wichtige Rolle bei der Beschreibung natürlicher Sprachen, da sich mit ihnen die korrelierenden Wörter und Wortverbindungen in abstrakter Form darstellen lassen. Dies bringt große Vorteile für den Fremdsprachenlernenden oder auch für den Übersetzer mit sich, weil viele dieser eng miteinander verbundenen Wörter sich nicht direkt in die Fremdsprache übersetzen lassen.  Vgl. etwa die LF Magn für eine der englischen Entsprechungen von verletzen, nämlich to injure: Magn(to injure) = badly, seriously (und nicht etwa heavily).